# Одна и другая (фильм, 2012)
«Одна и другая» (итал. L'una e l'altra) — итальянский телевизионный кинофильм, снятый в 2010 году по пьесе «Женщины Джакомо».

## Сюжет
Ловкач Джакомо ведет двойную жизнь в течение многих лет, имея двух любимых жен и детей от обеих. Две женщины Перла и Люсия, такие разные, живут не подозревая друг о друге. После трагической автокатастрофы Джакомо не стало. Перла с дочерью, оставшись без средств к существованию, хочет уехать в провинцию, в дом, оставленный ей Джакомо.

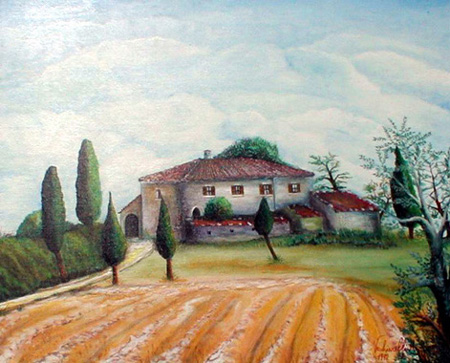
Старая ферма в Тоскане

Приехав, Перла узнает великую истину: дом в Тоскане, старая ферма, уже занят Люсией, другой законной женой Джакомо, которая вышла за него замуж 20 лет назад. И живёт она там не одна, а со своими тремя дочками: Кассандрой, Дороти и Ипполитой. Обе женщины понимают, что порознь им теперь не выжить и после некоторых разногласий, собираются вплотную заняться сельским хозяйством, благо рабочих рук теперь прибавилось. Призрак Джакомо их будет периодически навещать, продолжая сеять хаос в жизни своих жен.
Все ладно, но через некоторое время к ним на ферму, как гром среди ясного неба, появляется таинственная женщина на сносях, ну и можно догадаться, от кого…

## В ролях
- Кристофер Ламберт — Джакомо
- Паола Перего — Перла, жена Джакомо
- Франческа Ферразза — Ницца, дочь Перлы
- Барбара Де Росси — Люсия, ещё одна жена Джакомо
- Мириана Рачилла— Касси, дочь Люсии
- Илария Серрато — Ти, дочь Люсии
- Эвалуана Пиерони — Пеппи, дочь Люсии
- Моника Дуго — Анна

## Саундтрек
L’Una E L’Altra, Paolo Silvestri
Soundtrack Songs 2012
1. Non Ho Bisogno Di Te by Karima 3:56
2. Il Prete 1:15
3. Lumaca 1:24
4. Il Casale 3:07
5. Kiprian 2:36
6. L’Amore Vince 3:02

## Даты премьер
- Италия — 25 мая 2012[1]